# Vuelo 954 de Olympic Airways
El vuelo 954 de Olympic Airways fue un avión Douglas DC-6B de Olympic Airlines que se estrelló contra una montaña cerca de Keratea (coordenadas aproximadas 37°48′ N, 23°57′ E), Grecia, el 8 de diciembre de 1969. Los 85 pasajeros y 5 tripulantes del aparato murieron en el accidente.

## Accidente
El vuelo era un servicio de pasajeros doméstico regular desde La Canea en la isla de Creta a Atenas. Mientras se aproximaba a Atenas y con el tren de aterrizaje retraído, la aeronave golpeó el monte Paneio a una altitud de aproximadamente 2000 pies. El clima en el momento del accidente se caracterizó por lluvia y fuertes vientos.
El accidente del vuelo 954 fue el accidente de aviación más mortífero en la historia de Grecia en el momento en que tuvo lugar, un récord que mantuvo hasta el accidente del vuelo 522 de Helios Airways casi treinta y seis años después. Sigue siendo el accidente de aviación más mortífero que involucra a un Douglas DC-6. y el accidente más mortífero en la historia de Olympic Airways.

## Causa
Se dictaminó que la tripulación de vuelo se había desviado de la ruta adecuada y descendido por debajo de la altitud mínima segura mientras realizaba una aproximación ILS.